# داستان حماسی استرو
داستان حماسی استرو (انگلیسی: Epic Astro Story) یک بازی ویدئویی شبیه‌ساز تک‌نفره برای سکو‌های اندروید، آی‌اواس می‌باشد که توسط کایرسافت توسعه و نشر پیدا کرده است. این بازی اولین بار در ۲ مارس ۲۰۱۲ در آمریکای شمالی منتشر شد.